# Raymond Blanc
Raymond Blanc (Prats de Molló i la Presta, Vallespir 11 de març de 1914 -) és un escriptor nord-català en llengua francesa, especialitzat en novel·les policíaques.

## Biografia
Es va fer càrrec del negoci d'espardenyes del seu pare com a propietari. Des dels 16 anys publicava informes de partits de rugbi a La Dépêche du Midi. Durant la guerra civil espanyola va ajudar a passar la frontera a fugitius de les autoritats de la Segona República Espanyola. Durant la Segona Guerra Mundial fou corresponsal de premsa i delegat comarcal de propaganda de la França de Vichy. El 27 d'agost de 1944 passà a l'Espanya franquista i fou internat a un camp de concentració a Nanclares de la Oca. Després va tornar a França i va treballar fent reportatges sobre la Catalunya Nord a La Dépêche du Midi.
Des de la dècada del 1950 es va dedicar principalment a la literatura, publicant dues novel·les en fulletons i uns cinquanta contes, llegendes i textos curts, de vegades signat amb pseudònims. Va publicar novel·les policíaques a Mystère magazine, va escriure contes policíacs d'humor, en l'estil de Charles Exbrayat i publica quatre a la col·lecció Le Masque emmarcades a Catalunya, una de les quals, Un pauvre type, va guanyar el prix du roman d'aventures de 1968. El 2001 també va escriure un conte de ciència-ficció, La Vie en 2997.

## Obra

### Narracions

#### Policíaques
- Golondrina, Paris, Librairie des Champs-Élysées, Le Masque n° 841, 1964
- Cabeza de fuego, Paris, Librairie des Champs-Élysées, Le Masque n° 863, 1965
- La Folle Nuit de Frisco, Paris, Librairie des Champs-Élysées, Le Masque n° 950, 1967
- Un pauvre type, Paris, Librairie des Champs-Élysées, Le Masque n° 1017, 1968
- Je suis une fille sensible, Paris, Bellevue-Capitol, coll. Le Roman de choc n° 3, 1973
- Ce cochon de Bautista, Paris, Transworld Publications, coll. La Cible noire n° 14, 1973 (signé Raimundo)

#### Ciència-ficció
- La Vie en 2997, Paris, Éditions des Écrivains, 2001

### Novel·les
- Ma première affaire, Paris, Opta, Mystère magazine n° 127, août 1958
- Olé Torero !, Paris, Opta, Mystère magazine n° 152, septembre 1960
- L'Officier de la garde du roi, Paris, Opta, Mystère magazine n° 166, novembre 1961
- Le Fil de l'énigme, Paris, Opta, Mystère magazine n° 241, février 1968

### Guies
- Guide de Prats-de-Mollo-la-Preste, Paris, Sesame, 1956

## Premis i recompenses
- Prix du roman d'aventures 1968 per Un pauvre type.